# Proceratophrys boiei
O sapo-de-chifres ou sapo-folha (Proceratophrys boiei) é uma espécie de anfíbio  da família Odontophrynidae.  O termo "Proceratophrys" é formado pelo prefixo "pro-", indicando anterioridade ou proximidade, e "Ceratophrys", que se refere ao gênero de sapos conhecidos como "sapos-cornudos". Essa nomenclatura sugere uma relação próxima ou uma ancestralidade compartilhada com o gênero Ceratophrys.
O termo "Ceratophrys" é composto por "cerato-", derivado do grego kératos, que significa "chifre", e "phrys", possivelmente derivado de "phrynē", que se refere a um sapo ou rã em grego antigo. Isso reflete as características distintivas desses sapos, que possuem apêndices palpebrais longos, os quais remetem a chifres. Esses apêndices são estruturas anatômicas localizadas na região palpebral, o que confere ao sapo uma aparência inegavelmente peculiar. Portanto, o termo "sapo-de-chifre", deriva desta característica distintiva da espécie, referência às proeminentes cristas supraoculares que lembram chifres na cabeça deste anfíbio.
O gênero Proceratophrys compreende nove espécies, algumas das quais possuem complexos apêndices palpebrais longos, como as espécies boiei e appendiculata. Sua distribuição geográfica abrange principalmente o domínio tropical atlântico, desde o estado do Ceará, no nordeste do Brasil, até o estado de Santa Catarina, no sul, incluindo também áreas de transição para o cerrado e a caatinga. A espécie mais amplamente distribuída dentro desse conjunto é P. boiei, que não possui apêndice cutâneo rostral e apresenta cristas frontoparietais desenvolvidas. No entanto, a existência de diferenças morfológicas evidentes entre algumas espécies do complexo de apêndice rostral, juntamente com semelhanças com P. boiei e espécies relacionadas, tem suscitado dúvidas sobre seu relacionamento sistemático dentro do gênero.

## Taxonomia e Sistemática
Mesmo a taxonomia e sistemática do Proceratophrys ainda seja bastante conflitante, a classificação taxonômica desse gênero é frequentemente estabelecida mediante a avaliação da semelhança morfológica externa, morfometria, acústica  e caracteres da osteologia, resultando na classificação habitual de suas espécies em agrupamentos fenéticos ou complexos de espécies: P. boiei, P. appendiculata, P. bigibbosa e P. cristiceps; mesmo com evidências moleculares apontando para o não monofiletismo destes grupos, exceto para o grupo P. bigibbosa, único grupo recuperado como monofilético.
Estudos mais recentes, através da aplicação de técnicas moleculares e citogenéticas, identificaram-se três linhagens profundamente distintas no táxon P. boiei: duas linhagens setentrionais, subdivididas em Norte 1 (N1, englobando populações do Espírito Santo e Minas Gerais) e Norte 2 (N2, abrangendo populações no norte de São Paulo, sul de Minas Gerais e Rio de Janeiro), além de uma linhagem meridional (S, representada por populações do sul de Santa Catarina ao sul do estado de São Paulo).
Informações acerca da ecologia de P. boiei ainda são limitadas, embora haja conhecimento de que esses anfíbios habitam áreas cobertas por folhas e rochas, exibindo um comportamento semi-fossorial. Adicionalmente, observa-se um dimorfismo sexual, evidenciado pelo tamanho maior das fêmeas em comparação aos machos. Durante o período reprodutivo, esses anuros se agrupam em riachos localizados nas bordas das áreas florestais.

## Distribuição Geográfica
Essa espécie é endêmica do Brasil e é encontrada em várias regiões do país. Sua distribuição inclui principalmente áreas de Mata Atlântica, que é um bioma caracterizado por florestas tropicais úmidas e diversidade biológica excepcional. Especificamente, o sapo-boi pode ser encontrado em diferentes estados brasileiros, incluindo partes dos estados do Sudeste e do Sul como São Paulo, Rio de Janeiro, Minas Gerais, Espírito Santo, Paraná, Santa Catarina e Rio Grande do Sul. 
É importante ressaltar que esses sapos preferem habitats úmidos, como florestas tropicais úmidas, áreas de savanas úmidas,  rios intermitentes,  riachos pequenos, estreitos e permanentes de fluxo lento, sendo ocasionalmente observada em florestas secundárias e outras áreas de vegetação densa e úmida. No entanto, sua distribuição exata pode variar dependendo de fatores ambientais específicos e das mudanças na paisagem devido à ação humana.

## Biologia da Espécie
Proceratophrys boiei, também conhecido como sapo-de-boie, sapo-de-chifre-liso do Rio de Janeiro, sapo-de-chifre ou sapo-folha, é uma espécie de anfíbio anuro pertencente à família Odontophrynidae, de tamanho médio pertencente ao grupo Proceratophrys boiei, tal qual o epíteto dessa espécie foi dado em homenagem ao Sr. Boie, o viajante que primeiro coletou os exemplares utilizados na descrição da espécie. 
Os machos têm um comprimento corporal médio de 40-62 mm (SVL), enquanto as fêmeas medem em média de 40-74 mm (SVL). Sua cabeça é mais larga do que longa, com o corpo robusto e várias verrugas. Possuem um focinho arredondado em vista dorsal, pálpebras superiores com um retalho extenso e um tímpano indistinto. Os machos apresentam saco vocal interno único, com fendas vocais presentes, além de uma dobra simétrica na ponta dos chifres dos olhos até o sacro e um tubérculo metatarso interno muito grande. Suas mãos possuem tubérculos supranumerários, e suas gargantas são cinzas. A superfície dorsal é coberta por verrugas, enquanto o ventre e a superfície ventral têm granulações. Sua coloração dorsal geral é marrom, com uma série de barras sob os olhos. A massa corporal média é de 9,53 g.

### Reprodução e Desenvolvimento
A atividade reprodutiva de anuros é influenciada por fatores exógenos como precipitação e temperatura do ar (Blair, 1960; Dixon e Heyer, 1968; Díaz-Paniagua, 1986; Hero, 1990). Na região temperada, a reprodução dos anuros depende de chuvas e temperaturas quentes (Blair, 1960), enquanto em ambientes tropicais sazonais, a estação reprodutiva geralmente está associada à estação chuvosa (Aichinger, 1987; Hero, 1990). No entanto, dados sobre a atividade reprodutiva de anuros na Mata Atlântica são limitados (Heyer et al., 1990; Bertoluci, 1998).
Cerca de 70% das espécies apresentam atividade reprodutiva durante a estação chuvosa, enquanto apenas algumas espécies vocalizaram ao longo do ano. As diferenças nos padrões reprodutivos podem ser atribuídas a adaptações específicas das espécies aos ambientes locais (Heyer et al., 1990; Bertoluci, 1998). A correlação positiva entre o número de espécies com machos vocalizadores e a temperatura média mensal sugere que baixas temperaturas inibem a atividade reprodutiva de anuros (Blair, 1960; Bertoluci, 1998).
O modo reprodutivo de P. boiei é caracterizado por ovos e girinos que se desenvolvem em ambientes lênticos. Os machos vocalizam à noite no solo ou perto de pequenos riachos florestais ou pântanos de fluxo lento. A época de vocalização vai de setembro a janeiro, com o pico de abundância de machos vocalizadores no final da estação chuvosa. Heyer et al. (1990) descreveram o canto da espécie como não-harmônico, com duração entre 0,7 e 0,8 segundos e número de notas entre 30 e 35. Pombal & Haddad (2005) relataram a ocorrência de girinos depositados e desenvolvendo-se em ambientes aquáticos. Os ovos podem ser depositados em pântanos ou em riachos, e os girinos são bentônicos. Espécimes recentemente metamorfoseados podem ser encontrados em fevereiro.

### Variação e Diagnose
Existem variações na morfologia, coloração e medidas em diferentes populações de P. boiei. A espécie foi estudada em várias localidades, evidenciando pequenas diferenças morfométricas e na intensidade da coloração. Alguns exemplares podem apresentar características distintas, como tubérculos metacarpais ovais, elípticos ou elípticos curvos.

### Osteologia e Redescrição do Lectótipo
Estudos osteológicos revelaram características distintivas na estrutura óssea de P. boiei, incluindo a forma do pré-maxilar, as cristas ósseas dos frontoparietais e o arranjo cotilar. A redescrição do lectótipo destacou características como a presença de cristas ósseas muito arqueadas e exostosadas nos frontoparietais, narinas elípticas e a forma do ramo ótico do escamosal.
A primeira descrição do girino de Proceratophrys boiei foi realizada em Teresópolis – RJ (Izeckson et al. 1979). Descrições subsequentes foram feitas na região Leste do Espinhaço Meridional em MG (Pimenta et al. 2014). O comprimento total varia de 31,93 a 32,99 mm. O corpo tem formato ovóide quando visto de cima e deprimido quando visto de lado (107%). O focinho é arredondado quando visto de lado. O disco oral ventral é emarginado lateralmente, com fileiras de papilas cônicas unisseriadas separadas por intervalos dorsais; as papilas submarginais são menores que as marginais e dispostas em fileiras. A fórmula dentária é 2(2)/3(1), onde A1 é igual a A2, P1 é um pouco menor que P2, e P2 é maior que P3; a cobertura queratinizada da mandíbula superior forma um arco amplo estreito, enquanto a da mandíbula inferior é estreita e em forma de "V"; a cobertura da mandíbula superior é mais baixa que a da inferior. As narinas são pequenas (6%), ovais, com uma apófise presente, e estão posicionadas dorsalmente. Os olhos são pequenos (15%) e também estão posicionados dorsalmente. O espiráculo esquerdo tem abertura no terço médio do corpo, com comprimento correspondente a 7% do comprimento do corpo e largura correspondente a 9% da altura do corpo, dirigido para trás e para cima, com a parede interna aderida ao corpo. O tubo anal direito tem abertura direcionada para baixo, ligado à nadadeira. A musculatura caudal média tem 30% da largura do corpo; visto de lado, afina gradualmente em direção à extremidade arredondada e larga. A nadadeira dorsal é baixa, com 97% da altura da musculatura caudal, começando na junção entre corpo e cauda, com inclinação média e contorno em arco amplo; a nadadeira ventral é baixa, com 72% da altura da musculatura caudal, e é paralela a ela, com a linha lateral presente.

### Hábitos Alimentares, Comportamento Defensivo e Ecologia
Proceratophrys boiei é considerada uma predadora oportunística, adaptando sua dieta de acordo com a disponibilidade de alimentos de tamanho apropriado. Sua boca relativamente grande sugere que ela se alimenta de itens grandes. Estudos sobre a dieta dessa espécie indicam uma dominância de ortópteros e coleópteros, porém sua dieta consiste principalmente de grilos, besouros, Blattodea, outras rãs de serapilheira e aranhas. Besouros relativamente grandes e grilos-camelo foram encontrados como parte de sua alimentação.
Entre as rãs que habitam a serapilheira, foi observado um comportamento defensivo denominado postura de pernas rígidas. Durante esse comportamento, as rãs achatam seus corpos e permanecem imóveis com as pernas distendidas. Esse comportamento foi observado em alguns espécimes de P. boiei, indicando uma estratégia de defesa comum entre as espécies da família.
A postura defensiva de pernas rígidas foi observada após os espécimes serem perturbados. Esse comportamento parece ser uma estratégia eficaz para evitar a predação, já que os animais achatam seus corpos e se camuflam na serapilheira. A presença desse comportamento em várias espécies de anfíbios sugere uma adaptação evolutiva bem-sucedida a ambientes de serapilheira e a pressões seletivas de predadores.
Análises indicam uma correlação entre o tamanho do predador e o tipo de presa consumida, mostrando mudanças ontogenéticas na dieta conforme a rã cresce. Essas mudanças podem ser uma resposta à variação no tamanho disponível das presas e uma mudança efetiva na seleção de presas pela rã. A espécie provavelmente é uma forrageadora de emboscada, aproveitando sua cripticidade e boca larga para capturar suas presas.

## Conservação
Pelo IUCN a espécie tem seu estado de conservação está como não preocupante. Mas pela falta de informações precisas sobre a população e as tendências de declínio da espécie dificultam uma avaliação mais precisa do risco de extinção. Sendo assim, as potenciais ameaças à espécie são o desmatamento, a perda de habitat e a fragmentação da Mata Atlântica.
Assim, são necessários estudos mais aprofundados para avaliar a situação populacional da espécie e identificar as principais ameaças. Além do que o monitoramento contínuo das populações é essencial para detectar qualquer declínio e tomar medidas de conservação adequadas. A proteção da Mata Atlântica e a implementação de medidas para reduzir o desmatamento e a fragmentação do habitat também são essenciais para garantir a sobrevivência do Proceratophrys boiei.

## Aspecto Cultural
Não há registros sobre os conhecimentos populares específicos acerca da espécie Proceratophrys boiei. No entanto, de acordo com uma pesquisa sobre a sabedoria popular dos sapos na localidade de Boa Esperança, no Nordeste, foram relatadas crenças relacionadas aos comportamentos de vocalização para a reprodução. Essas crenças guardam semelhança com os comportamentos observados nos machos da espécie Proceratophrys boiei, os quais vocalizam em poças temporárias após dias chuvosos, no interior da floresta. 
Os relatos são transmitidos de geração em geração, e sugerem que os sapos emitem barulhos quando tá pra chover ou quando ficam felizes com a chuva. Essa correlação se dá em razão do padrão reprodutivo dos anuros ascender em períodos em que as chuvas são constantes, desse modo, formam locais apropriados para reprodução, como o exemplo das poças, que torna elevada a disputa dos machos pela atenção das fêmeas e consequentemente, intensifica a vocalização.